# Forat Roi
El Forat Roi és una cavitat del terme de Conca de Dalt, al Pallars Jussà, dins de l'antic terme d'Hortoneda de la Conca, en territori de l'antic poble d'Herba-savina.
Està situat al vessant nord de Sant Corneli, al capdamunt de la llau de Forat Roi, al nord del portell de Davall de les collades de Dalt.